# Peral de Arlanza (kommunhuvudort)
Peral de Arlanza är en kommunhuvudort i Spanien.   Den ligger i provinsen Provincia de Burgos och regionen Kastilien och Leon, i den centrala delen av landet, 190 km norr om huvudstaden Madrid. Peral de Arlanza ligger 776 meter över havet och antalet invånare är 219.
Terrängen runt Peral de Arlanza är huvudsakligen platt, men åt nordväst är den kuperad. Peral de Arlanza ligger nere i en dal. Runt Peral de Arlanza är det mycket glesbefolkat, med 7 invånare per kvadratkilometer. Närmaste större samhälle är Santa María del Campo, 10,7 km nordost om Peral de Arlanza. Trakten runt Peral de Arlanza består till största delen av jordbruksmark.